# Giro di Romagna 2003
Il Giro di Romagna 2003, settantottesima edizione della corsa, si svolse il 7 settembre 2003 su un percorso di 199,9 km. La vittoria fu appannaggio dell'italiano Fabio Sacchi, che completò il percorso in 5h07'50", precedendo i connazionali Eddy Serri e Eddy Ratti.
Sul traguardo di Lugo 51 ciclisti, su 122 partiti dalla medesima località, portarono a termine la competizione.

## Ordine d'arrivo (Top 10)
| Pos. | Corridore        | Squadra                 | Tempo    |
| ---- | ---------------- | ----------------------- | -------- |
| 1    | Fabio Sacchi     | Saeco                   | 5h07'50" |
| 2    | Eddy Serri       | Mercatone Uno-Scanavino | a 10"    |
| 3    | Eddy Ratti       | Lampre                  | a 12"    |
| 4    | Daniele Contrini | Team Gerolsteiner       | a 50"    |
| 5    | Roger Beuchat    | Phonak Hearing Systems  | s.t.     |
| 6    | Paolo Bossoni    | Vini Caldirola-So.Di.   | s.t.     |
| 7    | Ludovic Turpin   | AG2R Prévoyance         | s.t.     |
| 8    | Volodymyr Duma   | Landbouwkrediet-Colnago | s.t.     |
| 9    | Bo Hamburger     | Formaggi Pinzolo Fiavé  | s.t.     |
| 10   | Martin Hvastija  | Tenax-Garda Calze       | a 1'44"  |